# Rotraut Meyer-Verheyen
Rotraut Meyer-Verheyen (* 1940) ist eine ehemalige Hamburger Politikerin der STATT Partei.

## Leben
Meyer-Verheyen ist studierte Diplom-Volkswirtin und arbeitete als Oberstudienrätin an Wirtschaftsgymnasien und Berufsschulen. Sie ist verheiratet.
1993 zog Meyer-Verheyen mit der STATT Partei um den Gründer Markus Wegner in die Hamburgische Bürgerschaft ein. Die Partei konnte sich nur in der 15. Wahlperiode von 1993 bis 1997 im Parlament halten. Während dieser Zeit saß sie für ihre Fraktion im Wirtschaftsausschuss, Schulausschuss sowie im Eingabenausschuss. Zudem war sie schul- und wirtschaftspolitische Sprecherin für ihre Partei im Parlament.
Meyer-Verheyen sollte Anfang 1997 „wegen Mißbrauch von Abgeordnetengeldern zu privaten Zwecken“ aus der STATT Partei ausgeschlossen werden. Sie kam der Maßnahme zuvor, verließ die Partei und legte zum 22. Januar 1997 ihr Mandat nieder. Sie selbst bestritt die Vorwürfe und vertrat die Meinung, dass es sich um ein Missverständnis handele. Für sie ist Fabian von Borcke in die Bürgerschaft nachgerückt.